# Alfonso Merendino
Alfonso Merendino, noto con lo pseudonimo Apache (Palermo, 29 aprile 1942 – Palermo, 24 febbraio 1998), è stato un pilota automobilistico italiano.
Ha partecipato a più di duecento corse automobilistiche, tra cui la Targa Florio. Nella versione Velocità ha partecipato alla Targa Florio undici volte, vincendone l'ultima nel 1977 a bordo di una Chevron B37 in coppia con Raffaele Restivo. 
Dopo quell'edizione la gara madonita cessò di esistere come gara di durata e continuò sotto forma di rally (a cui partecipò diverse volte) e gara per auto storiche (Alfonso Merendino la vinse 2 volte, prima in coppia con G. Shon su Lotus B23 e poi in coppia con il figlio Michele su Jaguar E-Type).
Nella vita è stato un imprenditore nel settore dell'auto da sempre col fedele Giacomo Incandela, sino alla morte, sopraggiunta per una malattia all'età di 56 anni.